# Kinnara

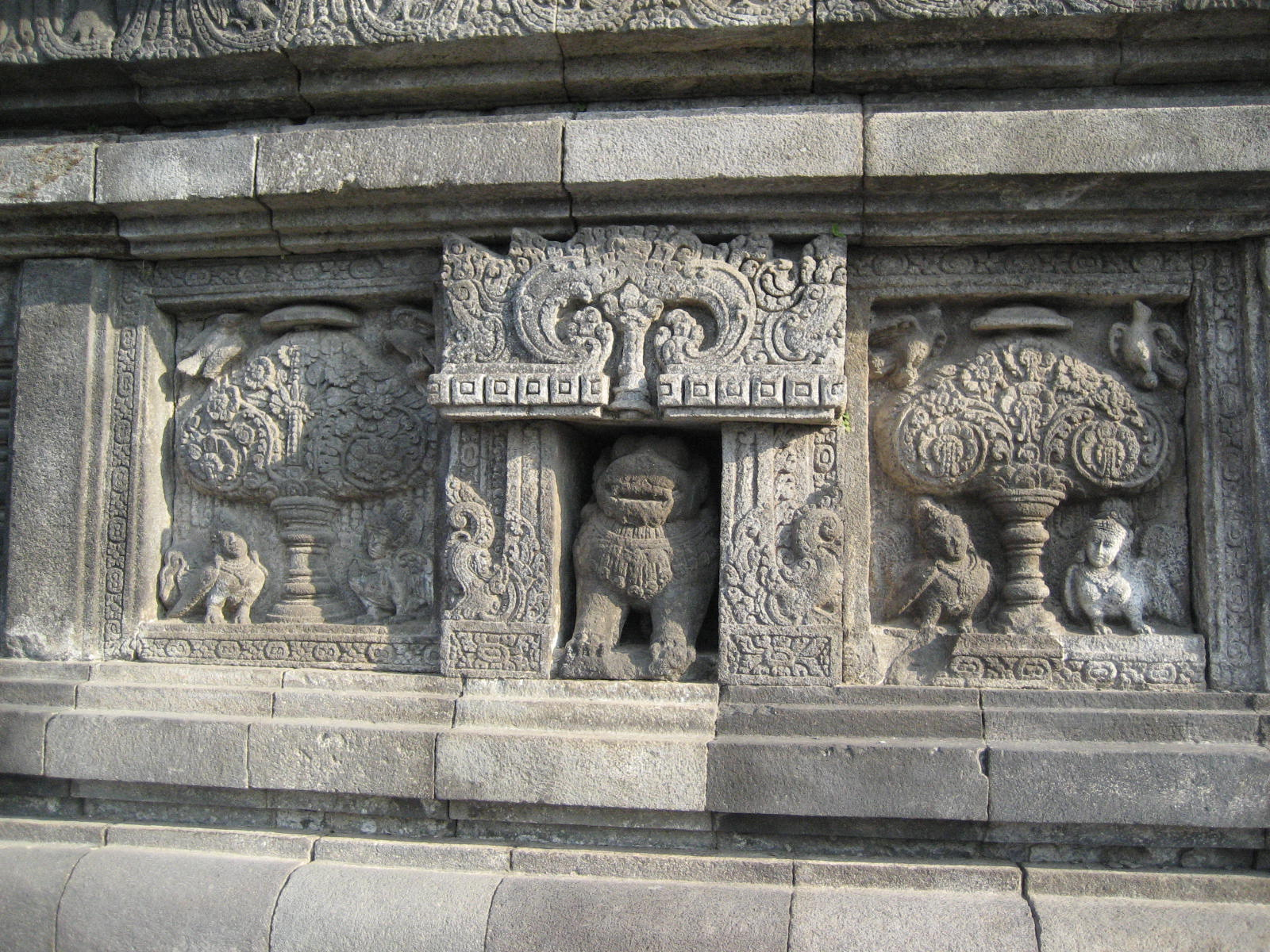
Kinnara-reliëf bij de Prambanan-tempel

De kinnara is een fabeldier uit de Boeddhistische en Hindoeïstische mythologie. Deze heeft het bovenlijf van een mens en het onderlijf van een paard of vogel. In het Hindoeïsme worden de Kinnara's als lagere Goden gezien. Ze worden beschreven in de Mahabharata en de Lotussoetra en zouden net als de Garoeda's en de Naga's in het Himavantabos leven.
In de Zuidoost-Aziatische folklore speelt de kinnari een grote rol. Dit is de vrouwelijke Kinnara en deze heeft altijd het onderlijf van een vogel.